# 神探狄仁傑
『神探狄仁傑』（しんたんてきじんけつ、英語: Amazing Detective Di Renjie）は、2004年8月から2017年3月に放映された中国のテレビドラマ。全159話。監督は銭雁秋が務め、梁冠華、張子健、呂中らが出演する。日本未公開。

## 登場人物

### 主要人物
狄仁傑
演 - 梁冠華
宰相
李元芳
演 - 張子健
武官將軍、狄仁傑の衛隊長。
武則天
演 - 呂中
武周の女皇
曽泰
演 - 须乾
狄仁傑の学生。
頡利可汗
演 - 徐暁貝

狄如燕
演 - 姜昕言

王孝傑
演 - 厳燕生

虎敬暉
演 - 祝延平

肖清芳
演 - 喬紅

虺文忠
演 - 淳于珊珊

薇児
演 - 関悦

雲姑
演 - 董璇

武元敏
演 - 苑冉